# Condillac
Condillac (okzitanisch Condilhac) ist eine französische Gemeinde mit 133 Einwohnern (Stand 1. Januar 2022) im Département Drôme in der Region Auvergne-Rhône-Alpes (vor 2016 Rhône-Alpes); sie gehört zum Arrondissement Nyons und zum Kanton Dieulefit. Die Einwohner werden Condillacais genannt.

## Geographie
Condillac liegt rund 28 Kilometer südsüdwestlich von Valence. Umgeben wird Condillac von den Nachbargemeinden Les Tourrettes im Nordwesten und Norden, Mirmande im Norden, Marsanne im Osten, La Laupie im Osten und Südosten, Sauzet im Süden, Savasse im Südwesten sowie La Coucourde im Westen.

## Bevölkerungsentwicklung
| Jahr                       | 1962 | 1968 | 1975 | 1982 | 1990 | 1999 | 2006 | 2013 | 2019 |
| Einwohner                  | 98   | 93   | 86   | 88   | 124  | 133  | 145  | 142  | 136  |
| Quellen: Cassini und INSEE |      |      |      |      |      |      |      |      |      |

## Sehenswürdigkeiten
- Kirche Saint-Pierre-aux-Liens
- Burg Condillac aus dem 11. Jahrhundert, Umbauten aus dem 16./17. Jahrhundert

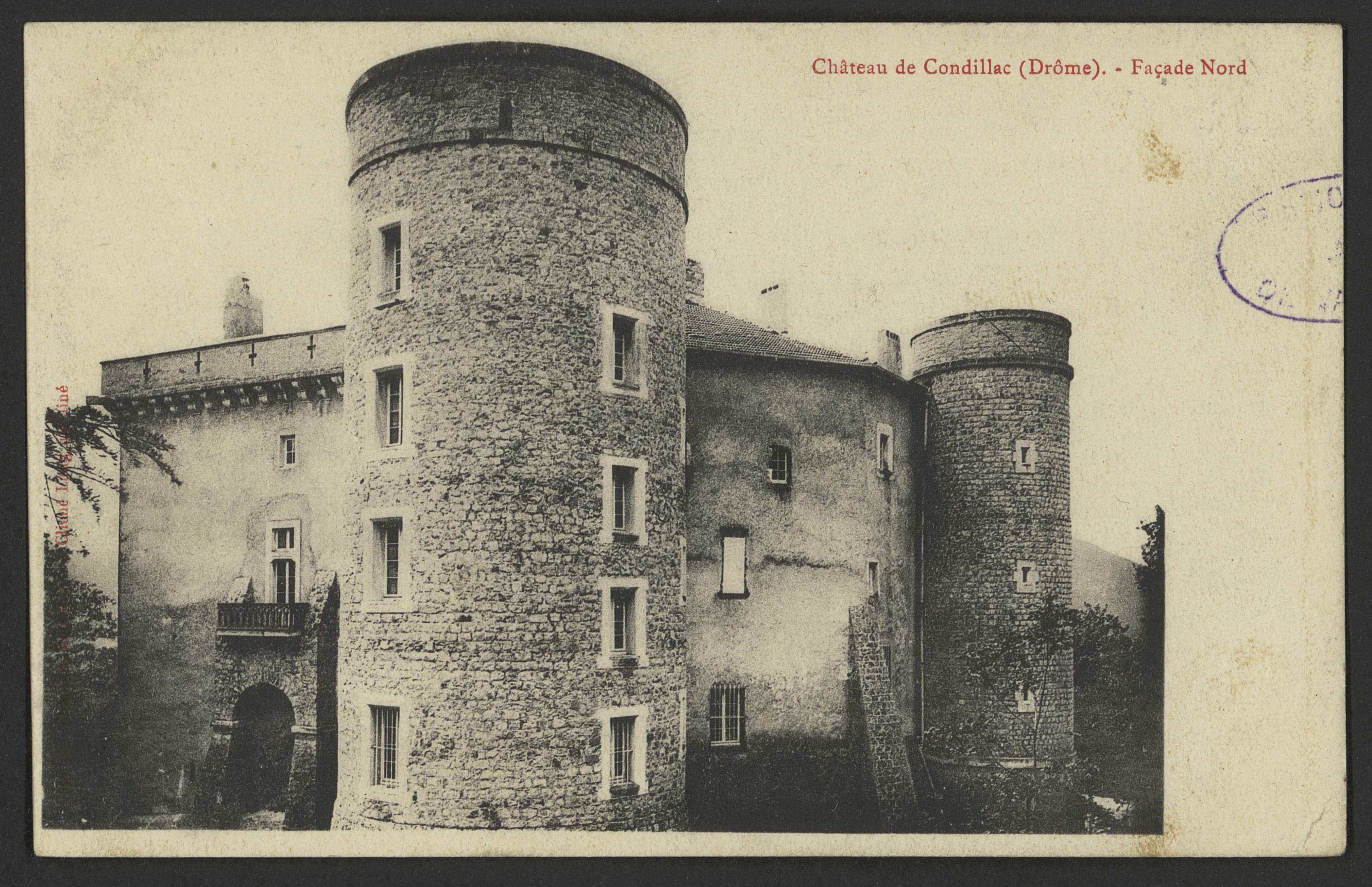
Alte Postkarte der Burg Condillac
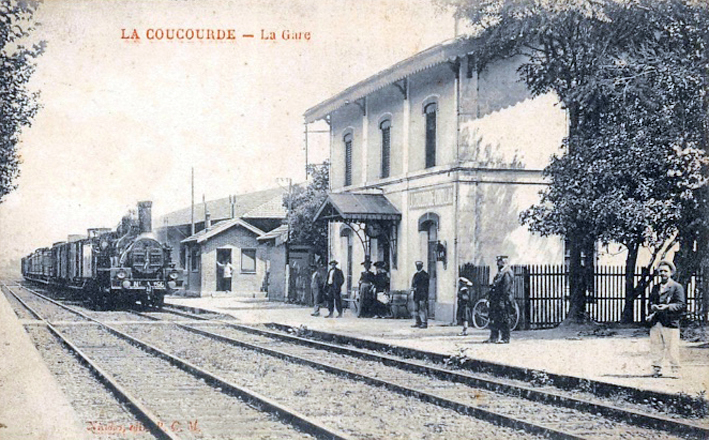
Bahnhof Coucourde-Condillac Anfang des 20. Jahrhunderts